# Stadtgalerie Heilbronn
De Stadtgalerie is een winkelcentrum in het centrum van Heilbronn. Het werd geopend op 5 maart 2008. Het winkelcentrum heeft een oppervlakte van circa 13.000 m², herbergt zo'n 75 winkels en horecagelegenheden en beschikt over een parkeergarage met 660 parkeerplaatsen.
Het ontwerp, van architectenbureau Blocher & Partners, kenmerkt zich door vier grote glazen ingangen die toegang tot de overdekte winkelstraat van drie verdiepingen. In het ontwerp is veel gewerkt met natuurlijke materialen als hout en graniet, en zijn groene oasen gecreëerd voor een aangename sfeer.
Het winkelcentrum werd ontwikkeld door ECE Projektmanagement. In 2007 werd het verkocht aan ING Real Estate voor een bedrag van 100 miljoen euro, waarbij het beheer in handen bleef van ECE. In 2009 ging het eigendom over naar CBRE Global Investors. Het beheer bleef in handen van ECE Projektmanagement.